# Rancho Bonito, Michoacán de Ocampo
Rancho Bonito är en ort i Mexiko.   Den ligger i kommunen Ziracuaretiro och delstaten Michoacán de Ocampo, i den södra delen av landet, 290 km väster om huvudstaden Mexico City. Rancho Bonito ligger 1 338 meter över havet och antalet invånare är 310.
Terrängen runt Rancho Bonito är lite bergig. Runt Rancho Bonito är det ganska tätbefolkat, med 78 invånare per kvadratkilometer. Närmaste större samhälle är Uruapan, 15,8 km väster om Rancho Bonito. I omgivningarna runt Rancho Bonito växer huvudsakligen savannskog.